# Ephemera simulans
Ephemera simulans (лат.) — вид насекомых из рода Ephemera семейства настоящие подёнки (Ephemeridae). Встречается на всей территории США. Вид используется в рыболовстве для ловли нахлыстом.

## Распространение и среда обитания
Подёнка Ephemera simulans распространена на всей территории США: в Скалистых горах, на Среднем Западе и в районе Великих озёр. Из всех видов подёнок семейства Ephemeridae это наиболее распространённый вид Северной Америки. Нимфа вида роющая и развивается в то же время, что и подёнка вида Ephemera guttulata, с которой этот вид схож по поведению.

## Биология
Было отмечено, что у этого вида после спаривания крылья располагаются в вертикальном положении, которое является предпочтительным для рыб, как правило, игнорирующих подёнок с распростёртыми крыльями. Превращение в имаго и спаривание происходят ночью с середины июня до середины июля. Нимфы появляются из песчаных и иловых донных отложений. Перед превращением нимфы поднимаются со дна и плавают на воде, пока появившиеся взрослые особи не смогут перелететь на соседнюю листву. Во время этого процесса нимфы легко становятся добычей рыбы, такой как форель.

## Использование в рыбной ловле
Ephemera simulans используется для ловли рыбы нахлыстом. Искусственные нимфы этого вида могут использоваться для рыбалки, включая Wiggle Nymph, Marabou Nymph и Feather Duster. При использовании искусственной взрослой подёнки очертание и внешний вид важнее, чем цвет. Она называется Brown Drake, так же, как и вид Hexagenia atrocaudata. Этой подёнкой питается форель, басс, окунь, скальный басс, атлантический лосось и бычки. Эти подёнки считаются в США «национально важными во многих лучших реках с форелью».